# PDC World Darts Championship
PDC World Darts Championship – jedna z wersji mistrzostw świata w darcie, organizowana przez federację Professional Darts Corporation. Turniej jest traktowany na równi z BDO World Darts Championship. Po raz pierwszy zawody odbyły się w 1994 roku po konflikcie między władzami British Darts Organisation. Zawody tradycyjnie zaczynają się pod koniec grudnia, zaś kończą się na początku stycznia, tuż przez początkiem BDO World Darts Championship. Sponsorem turnieju jest firma bukmacher Paddy Power. Zawody mają miejsce w Alexandra Palace w Londynie (w latach 1994 - 2007 odbywały się w miejscowości Purfleet). W historii turnieju trzynastu zawodników zostawało triumfatorami: Dennis Priestley, Phil Taylor, John Part, Raymond van Barneveld, Adrian Lewis, Michael van Gerwen, Gary Anderson, Rob Cross, Peter Wright, Gerwyn Price, Michael Smith, Luke Humphries i Luke Littler. Spośród nich pięciu wygrało zawody więcej niż raz - Part, Lewis, Wright (wszyscy 2 razy), Van Gerwen 3 razy i Taylor, który zdominował turniej spośród 25 edycji dotarł 19 razy do finału z czego wygrał 14 razy wygrał. Nie dotarł do finału w latach 2008, 2011 i 2017 (przegrywając w ćwierćfinałach), 2012 i 2014 (odpadając w II rundzie), a także 2016 (odpadając w III rundzie).
Obecnym mistrzem (2025) jest Luke Littler, który pokonał w finale Holendra Michaela van Gerwena wynikiem 7-3.

## Udział Polaków w PDC
W 2010 roku w mistrzostwach brał udział jedynie Krzysztof Kciuk, który przegrał w rundzie preeliminacyjnej 1-4 z Japończykiem Hakuri Muramatsu.
W latach 2018–2022, 2025 w mistrzostwach brał udział Krzysztof Ratajski. W 2018 przegrał w rundzie pierwszej 1-3 z Anglikiem Jamesem Wilsonem. W 2019 przegrał w rundzie pierwszej 2-3 z Japończykiem Seigō Asadą. W 2020 przegrał w rundzie trzeciej 3-4 z Anglikiem Nathanem Aspinallem. W 2021 doszedł do ćwierćfinału gdzie przegrał 3-5 z Anglikiem Stephenem Buntingem. W 2022 przegrał w rundzie drugiej 1-3 z Irlandzykiem Stevenem Lennonem. W 2025 przegrał w rundzie trzeciej 3-4 z Holender Kevinem Doetsen.
W 2023 dwóch Polaków brało udział w mistrzostwach. Sebastian Białecki doszedł do pierwszej rundy gdzie przegrał 2-3 z Walijczykiem Jimem Williamsem. Ratajski odpadł w trzeciej rundzie przegrywając 1-4 z Belgiem Dimitrim Van den Berghem. 
W 2024 po raz pierwszy udział wzięło trzech Polaków: Krzysztof Kciuk, Radek Szagański i Krzysztof Ratajski. Kciuk doszedł do pierwszej rundy gdzie przegrał 0-3 z Anglikiem Connorem Scuttem. Szagański odpadł w drugiej rundzie przegrywając 1-3 z Holender Raymondem van Barneveldem. Ratajski odpadł w trzeciej rundzie przegrywając 2-4 z Walijczykiem Jonnym Claytonem.

## Format rozgrywania
W każdych mistrzostwach w większość rundy używany jest format "do X wygranych setów". Każdy set grany jest do trzech wygranych legów. Wyjątkiem jest ostatni set, gdzie w przypadku wyniku 2-2 gra się do dwóch legów przewagi. W przypadku wyniku 5-5, rozgrywany jest ostatni leg (tzw. nagła śmierć).
- 1994 - 1998 - 24 zawodników (w tym 8 rozstawionych), podzielonych na 8 grup (mecze do 3 wygranych); zwycięzcy grup awansują do ćwierćfinałów, które grane są do 4 wygranych (97-98 do 5); półfinały do 5 wygranych; mecz o 3. miejsce do 4 wygranych (94 do 4 wygranych, nierozgrywany w 96); finał do 6;
- 1999 - 2001 - 32 zawodników, 8 rozstawionych; 1/16 i 1/8 finału do 3 wygranych; ćwierćfinały (2000 do 4) i półfinały do 5 wygranych(2001 do 6); finał do 6 wygranych(2001 do 7);
- 2002 - 32 zawodników, 16 rozstawionych; 1/16 finału do 4 wygranych; 1/8 finału, ćwierćfinały i półfinały do 6 wygranych; finał do 7 wygranych;
- 2003 - 40 zawodników, 16 rozstawionych; pierwsza runda (16 najniżej sklasyfikowanych zawodników) i 1/16 finału do 4 wygranych; 1/8 finału i ćwierćfinały do 5 wygranych; półfinały do 6 wygranych; finał do 7 wygranych;
- 2004 - 2005 - 48 zawodników, 16 rozstawionych; pierwsza runda (16 najniżej sklasyfikowanych zawodników), druga runda (dołącza kolejnych 8 zawodników) do 3 wygranych; 1/16 finału (dołączają pozostali) i 1/8 finału do 4 wygranych; ćwierćfinały do 5 wygranych; półfinały do 6 wygranych; finał do 7 wygranych;
- 2006 - 2007 - 64 zawodników, 32 rozstawionych; 1/32 finału do 3 wygranych; 1/16 i 1/8 finału do 4 wygranych; ćwierćfinały do 5 wygranych; półfinały do 6 wygranych; finał do 7 wygranych;
- 2008 - 2018 - 72 zawodników (2008 - 68; 2009 - 70; 2016 - 72 lub 73), 32 rozstawionych; runda preeliminacyjna do 2 wygranych setów (2008 do 5 wygranych legów; 2009 do 5 wygranych legów + ew. dwa legi przewagi i nagła śmierć przy stanie 7-7; 10-15 do 4 wygranych legów); 1/32 finału do 3 wygranych; 1/16 i 1/8 finału do 4 wygranych; ćwierćfinały do 5 wygranych; półfinały do 6 wygranych; mecz o trzecie miejsce (tylko 2010) do 10 wygranych legów; finał do 7 wygranych;
- 2019 - obecnie - 96 zawodników, 32 rozstawionych; pierwsza runda kwalifikacyjna i 1/32 finału do 3 wygranych; 1/16 i 1/8 finału do 4 wygranych; ćwierćfinały do 5 wygranych; półfinały do 6 wygranych; finał do 7 wygranych;

## Finały
| Rok  | Mistrz (średnia punktów w finale) | T.  | Wynik | Finalista (średnia punktów w finale) | Sponsor      | Pula nagród | Pula nagród | Pula nagród | Arena                   |
| Rok  | Mistrz (średnia punktów w finale) | T.  | Wynik | Finalista (średnia punktów w finale) | Sponsor      | Suma        | Mistrz      | Finalista   | Arena                   |
| ---- | --------------------------------- | --- | ----- | ------------------------------------ | ------------ | ----------- | ----------- | ----------- | ----------------------- |
| 1994 | Dennis Priestley (94.38)          | 1.  | 6–1   | Phil Taylor (90.62)                  | Skol         | £64 000     | £16 000     | £8 000      | Circus Tavern Purfleet  |
| 1995 | Phil Taylor (94.11)               | 1.  | 6–2   | Rod Harrington (87.15)               | Proton Cars  | £55 000     | £12 000     | £6 000      | Circus Tavern Purfleet  |
| 1996 | Phil Taylor (98.52)               | 2.  | 6–4   | Dennis Priestley (101.49)            | Vernons      | £61 000     | £14 000     | £7 000      | Circus Tavern Purfleet  |
| 1997 | Phil Taylor (100.92)              | 3.  | 6–3   | Dennis Priestley (96.78)             | Red Band     | £98 000     | £45 000     | £10 000     | Circus Tavern Purfleet  |
| 1998 | Phil Taylor (103.98)              | 4.  | 6–0   | Dennis Priestley (90.75)             | Skol         | £71 000     | £20 000     | £10 000     | Circus Tavern Purfleet  |
| 1999 | Phil Taylor (97.11)               | 5.  | 6–2   | Peter Manley (93.63)                 | Skol         | £104 000    | £30 000     | £16 000     | Circus Tavern Purfleet  |
| 2000 | Phil Taylor (94.42)               | 6.  | 7–3   | Dennis Priestley (91.80)             | Skol         | £110 000    | £31 000     | £16 400     | Circus Tavern Purfleet  |
| 2001 | Phil Taylor (107.46)              | 7.  | 7–0   | John Part (92.58)                    | Skol         | £124 000    | £33 000     | £18 000     | Circus Tavern Purfleet  |
| 2002 | Phil Taylor (98.47)               | 8.  | 7–0   | Peter Manley (91.35)                 | Skol         | £200 000    | £50 000     | £25 000     | Circus Tavern Purfleet  |
| 2003 | John Part (96.87)                 | 1.  | 7–6   | Phil Taylor (99.98)                  | Ladbrokes    | £200 000    | £50 000     | £25 000     | Circus Tavern Purfleet  |
| 2004 | Phil Taylor (96.03)               | 9.  | 7–6   | Kevin Painter (90.48)                | Ladbrokes    | £256 000    | £50 000     | £25 000     | Circus Tavern Purfleet  |
| 2005 | Phil Taylor (96.14)               | 10. | 7–4   | Mark Dudbridge (90.66)               | Ladbrokes    | £300 000    | £60 000     | £30 000     | Circus Tavern Purfleet  |
| 2006 | Phil Taylor (106.74)              | 11. | 7–0   | Peter Manley (91.72)                 | Ladbrokes    | £500 000    | £100 000    | £50 000     | Circus Tavern Purfleet  |
| 2007 | Raymond van Barneveld (100.93)    | 1.  | 7–6   | Phil Taylor (100.86)                 | Ladbrokes    | £500 000    | £100 000    | £50 000     | Circus Tavern Purfleet  |
| 2008 | John Part (92.86)                 | 2.  | 7–2   | Kirk Shepherd (85.10)                | Ladbrokes    | £589 000    | £100 000    | £50 000     | Alexandra Palace Londyn |
| 2009 | Phil Taylor (110.94)              | 12. | 7–1   | Raymond van Barneveld (101.18)       | Ladbrokes    | £724 000    | £125 000    | £60 000     | Alexandra Palace Londyn |
| 2010 | Phil Taylor (104.38)              | 13. | 7–3   | Simon Whitlock (100.51)              | Ladbrokes    | £1 000 000  | £200 000    | £100 000    | Alexandra Palace Londyn |
| 2011 | Adrian Lewis (99.40)              | 1.  | 7–5   | Gary Anderson (99.41)                | Ladbrokes    | £1 000 000  | £200 000    | £100 000    | Alexandra Palace Londyn |
| 2012 | Adrian Lewis (93.06)              | 2.  | 7–3   | Andy Hamilton (90.83)                | Ladbrokes    | £1 000 000  | £200 000    | £100 000    | Alexandra Palace Londyn |
| 2013 | Phil Taylor (103.04)              | 14. | 7–4   | Michael van Gerwen (100.66)          | Ladbrokes    | £1 000 000  | £200 000    | £100 000    | Alexandra Palace Londyn |
| 2014 | Michael van Gerwen (100.10)       | 1.  | 7–4   | Peter Wright (95.71)                 | Ladbrokes    | £1 050 000  | £250 000    | £100 000    | Alexandra Palace Londyn |
| 2015 | Gary Anderson (97.68)             | 1.  | 7–6   | Phil Taylor (100.69)                 | William Hill | £1 260 000  | £250 000    | £120 000    | Alexandra Palace Londyn |
| 2016 | Gary Anderson (99.26)             | 2.  | 7–5   | Adrian Lewis (100.23)                | William Hill | £1 500 000  | £300 000    | £150 000    | Alexandra Palace Londyn |
| 2017 | Michael van Gerwen (107.79)       | 2.  | 7–3   | Gary Anderson (104.93)               | William Hill | £1 650 000  | £350 000    | £160 000    | Alexandra Palace Londyn |
| 2018 | Rob Cross (107.67)                | 1.  | 7–2   | Phil Taylor (102.26)                 | William Hill | £1 800 000  | £400 000    | £170 000    | Alexandra Palace Londyn |
| 2019 | Michael van Gerwen (102.21)       | 3.  | 7–3   | Michael Smith (95.29)                | William Hill | £2 500 000  | £500 000    | £200 000    | Alexandra Palace Londyn |
| 2020 | Peter Wright (102.79)             | 1.  | 7–3   | Michael van Gerwen (102.88)          | William Hill | £2 500 000  | £500 000    | £200 000    | Alexandra Palace Londyn |
| 2021 | Gerwyn Price (100.08)             | 1.  | 7–3   | Gary Anderson (94.25)                | William Hill | £2 500 000  | £500 000    | £200 000    | Alexandra Palace Londyn |
| 2022 | Peter Wright (98.34)              | 2.  | 7–5   | Michael Smith (99.22)                | William Hill | £2 500 000  | £500 000    | £200 000    | Alexandra Palace Londyn |
| 2023 | Michael Smith (100.87)            | 1.  | 7–4   | Michael van Gerwen (99.58)           | Cazoo        | £2 500 000  | £500 000    | £200 000    | Alexandra Palace Londyn |
| 2024 | Luke Humphries (103.67)           | 1.  | 7–4   | Luke Littler (101.13)                | Paddy Power  | £2 500 000  | £500 000    | £200 000    | Alexandra Palace Londyn |
| 2025 | Luke Littler (102.73)             | 1.  | 7–3   | Michael van Gerwen (100.69)          | Paddy Power  | £2 500 000  | £500 000    | £200 000    | Alexandra Palace Londyn |

## Wygrana w dziewięciu lotkach
| Rok  | Runda       | Zawodnik              | Przeciwnik            | Nagroda         | Wynik meczu     |
| ---- | ----------- | --------------------- | --------------------- | --------------- | --------------- |
| 2009 | Ćwierćfinał | Raymond van Barneveld | Jelle Klaasen         | £20 000         | Wygrana (5:1)   |
| 2010 | 1/16 finału | Raymond van Barneveld | Brendan Dolan         | £25 000         | Wygrana (4:0)   |
| 2011 | Finał       | Adrian Lewis          | Gary Anderson         | £10 000         | Wygrana (7:5)   |
| 2013 | 1/16 finału | Dean Winstanley       | Vincent van der Voort | £7 500          | Przegrana (2:4) |
| 2013 | Półfinał    | Michael van Gerwen    | James Wade            | £7 500          | Wygrana (6:4)   |
| 2014 | 1/32 finału | Terry Jenkins         | Per Laursen           | £15 000         | Przegrana (2:3) |
| 2014 | 1/32 finału | Kyle Anderson         | Ian White             | £15 000         | Przegrana (1:3) |
| 2015 | 1/8 finału  | Adrian Lewis          | Raymond van Barneveld | £10 000         | Przegrana (3:4) |
| 2016 | Połfinał    | Gary Anderson         | Jelle Klaasen         | £15 000         | Wygrana (6:0)   |
| 2021 | 1/16 finału | James Wade            | Stephen Bunting       |                 | Przegrana (2:4) |
| 2022 | 1/64 finału | William Borland       | Bradley Brooks        | Wygrana (3:2)   |                 |
| 2022 | 1/64 finału | Darius Labanauskas    | Mike De Decker        | Przegrana (1:3) |                 |
| 2022 | Ćwierćfinał | Gerwyn Price          | Michael Smith         | Przegrana (4:5) |                 |
| 2023 | Finał       | Michael Smith         | Michael van Gerwen    | Wygrana (7:4)   |                 |
| 2025 | 1/64 finału | Christian Kist        | Madars Razma          | £60 000         | Przegrana (1:3) |
| 2025 | 1/32 finału | Damon Heta            | Luke Woodhouse        | £60 000         | Przegrana (3:4) |